# Élections cantonales de 1961 dans la Somme
Les élections cantonales ont eu lieu le 4 et le 11 juin 1961.

## Contexte départemental

### Assemblée départementale sortante
Avant les élections, le conseil général de la Somme est présidé par Max Lejeune (SFIO), à la tête du département depuis 1945. Il comprend 41 conseillers généraux issus des 41 cantons de la Somme. 23 d'entre eux sont renouvelables lors de ces élections.
| Parti                                          | Sigle | Sigle | Élus | Groupe                           |
| ---------------------------------------------- | ----- | ----- | ---- | -------------------------------- |
| Centre-gauche (34 sièges)                      |       |       |      |                                  |
| Parti radical-socialiste                       |       | Rad.  | 19   | Radical et radical-socialiste    |
| Section française de l'Internationale ouvrière |       | SFIO  | 14   | Socialiste                       |
| Divers gauche                                  |       | DVG   | 1    | Socialiste                       |
| Droite (4 sièges)                              |       |       |      |                                  |
| Centre national des indépendants et paysans    |       | CNIP  | 2    | Républicains indépendants et MRP |
| Mouvement républicain populaire                |       | MRP   | 1    | Républicains indépendants et MRP |
| Union pour la nouvelle République              |       | UNR   | 1    | Non inscrit                      |
| Gauche (3 sièges)                              |       |       |      |                                  |
| Parti communiste français                      |       | PCF   | 3    | Communiste                       |
| Président du conseil général                   |       |       |      |                                  |
| Max Lejeune (SFIO)                             |       |       |      |                                  |

## Conseil général élu
| Canton                | Conseiller sortant           | Parti | Parti | Conseiller élu       | Parti | Parti |
| --------------------- | ---------------------------- | ----- | ----- | -------------------- | ----- | ----- |
| Abbeville-Nord        | Robert Viarre                |       | SFIO  | Robert Viarre        |       | SFIO  |
| Acheux-en-Amiénois    | Raymond de Wazières          |       | Rad.  | Raymond de Wazières  |       | Rad.  |
| Ailly-le-Haut-Clocher | Bernard Maisant              |       | SFIO  | Bernard Maisant      |       | SFIO  |
| Albert                | Henri Potez *                |       | Rad.  | Pierre Savary        |       | Rad.  |
| Amiens-Nord-Ouest     | Augustin Dujardin ¹          |       | PCF   | Yves Mercher         |       | SFIO  |
| Amiens-Sud-Est        | Camille Goret                |       | SFIO  | Michel Couillet      |       | PCF   |
| Amiens-Sud-Ouest      | Maurice Vast                 |       | SFIO  | Maurice Vast         |       | SFIO  |
| Ault                  | Gilbert Defacques            |       | Rad.  | Gilbert Defacques    |       | Rad.  |
| Bray-sur-Somme        | Jean-Claude Bouchend'homme ² |       | Rad.  | Fernand Adriaenssens |       | SFIO  |
| Combles               | Robert Marlot                |       | Rad.  | Robert Marlot        |       | Rad.  |
| Conty                 | René Clabault                |       | Rad.  | René Clabault        |       | Rad.  |
| Corbie                | Paul Domisse                 |       | SFIO  | Paul Domisse         |       | SFIO  |
| Doullens              | Kléber Mopty                 |       | Rad.  | Kléber Mopty         |       | Rad.  |
| Gamaches              | Marcelle Delabie             |       | Rad.  | Marcelle Delabie     |       | Rad.  |
| Hallencourt           | Albert Lefebvre ³            |       | Rad.  | André Deschamps      |       | Rad.  |
| Molliens-Vidame       | Léon Cathue                  |       | Rad.  | Gabrielle Scellier   |       | Mod.  |
| Montdidier            | Jean Doublet                 |       | CNIP  | Jean Doublet         |       | CNIP  |
| Moyenneville          | Édouard Delozières           |       | SFIO  | Roger Castel         |       | Mod.  |
| Nesle                 | Pierre Doutrellot            |       | SFIO  | Jacques Gronnier     |       | UNR   |
| Roisel                | Paul Lejeune                 |       | Rad.  | Paul Lejeune         |       | Rad.  |
| Roye                  | André Coël                   |       | SFIO  | André Coël           |       | SFIO  |
| Rue                   | Gabriel Deray                |       | SFIO  | Gabriel Deray        |       | SFIO  |
| Villers-Bocage        | Richard Vilbert              |       | Rad.  | Richard Vilbert      |       | Rad.  |

*Conseillers généraux sortants ne se représentant pas
¹ Siège vacant à la suite de l'invalidation de l'élection d'Augustin Dujardin en 1961.

² Siège vacant à la suite de la démission de Jean-Claude Bouchend'homme en 1961.

³ Siège vacant à la suite du décès d'Albert Lefebvre le 30 janvier 1961.

### Élus
| Partis              | Partis                                         | Conseillers sortants | Conseillers élus | Évolution     |
| ------------------- | ---------------------------------------------- | -------------------- | ---------------- | ------------- |
|                     | Parti radical-socialiste                       | 12                   | 10               | 2             |
|                     | Section française de l'Internationale ouvrière | 9                    | 8                | 1             |
|                     | Modérés                                        | /                    | 2                | 2             |
| Total Centre-gauche | Total Centre-gauche                            | 21                   | 19               | 2             |
|                     | Centre national des indépendants et paysans    | 1                    | 1                | en stagnation |
|                     | Union pour la nouvelle République              | /                    | 1                | 1             |
| Total Droite        | Total Droite                                   | 1                    | 2                | 1             |
|                     | Parti communiste français                      | 1                    | 1                | en stagnation |
| Total Gauche        | Total Gauche                                   | 1                    | 1                | en stagnation |

### Groupes politiques
| Parti                                          | Sigle | Sigle | Élus | Groupe                           |
| ---------------------------------------------- | ----- | ----- | ---- | -------------------------------- |
| Centre-gauche (33 sièges)                      |       |       |      |                                  |
| Parti radical-socialiste                       |       | Rad.  | 17   | Rassemblement démocratique       |
| Modérés                                        |       | Mod.  | 2    | Rassemblement démocratique       |
| Section française de l'Internationale ouvrière |       | SFIO  | 13   | Socialiste                       |
| Divers gauche                                  |       | DVG   | 1    | Socialiste                       |
| Droite (5 sièges)                              |       |       |      |                                  |
| Centre national des indépendants et paysans    |       | CNIP  | 2    | Républicains indépendants et MRP |
| Mouvement républicain populaire                |       | MRP   | 1    | Républicains indépendants et MRP |
| Union pour la nouvelle République              |       | UNR   | 2    | UNR                              |
| Gauche (3 sièges)                              |       |       |      |                                  |
| Parti communiste français                      |       | PCF   | 3    | Communiste                       |
| Président du conseil général                   |       |       |      |                                  |
| Max Lejeune (SFIO)                             |       |       |      |                                  |